# Saint-Germain-de-Clairefeuille
Saint-Germain-de-Clairefeuille ist eine französische Gemeinde mit 132 Einwohnern (Stand: 1. Januar 2022) im Département Orne in der Region Normandie. Sie gehört zum Arrondissement Mortagne-au-Perche und zum Kanton Rai. 
Sie liegt am Flüsschen Dieuge und grenzt im Nordwesten an Ginai, im Norden an Croisilles, im Nordosten an Ménil-Froger, im Südosten, Süden und Südwesten an Merlerault-le-Pin.

## Bevölkerungsentwicklung
| Jahr      | 1962 | 1968 | 1975 | 1982 | 1990 | 1999 | 2008 | 2015 |
| --------- | ---- | ---- | ---- | ---- | ---- | ---- | ---- | ---- |
| Einwohner | 266  | 263  | 200  | 150  | 162  | 164  | 162  | 163  |